# Brás de Sebaste
São Brás (Roma, c. 264 – Sebaste, c. 316) foi um mártir, bispo e santo católico que viveu entre os séculos III e IV na Armênia.
Ficou conhecido porque curou uma criança que tinha uma espinha entalada na garganta. Por esse motivo, é padroeiro das doenças da garganta e, no dia de sua celebração a 3 de fevereiro, nas cidades da Espanha, Campanário (Ribeira Brava), Arco da Calheta, Calheta (Madeira) e algumas da América Latina, as mães levam os filhos para benzerem a garganta.
Foi capturado pelos romanos e decapitado no ano 316, sendo enterrado na cidade de Sebaste.
De acordo com entrada no Dicionário dos Santos, de Donald Attwater (Dicionário dos Santos, Donald Attwater. Círculo do Livro, São Paulo, 1983), "em Sebaste, na Armênia, parece ter existido um bispo chamado Brás que foi martirizado, provavelmente no tempo de Licínio. O relato tradicional de sua vida, no entanto, é muito posterior e dá ênfase excessiva a acontecimentos maravilhosos e a torturas, sem se referir a fatos históricos."
Seu culto se expandiu, tanto no Oriente quanto no Ocidente, a partir do século VIII, invocando-se suas bênçãos para doentes e animais por associação aos milagres que lhe foram atribuídos. Seus emblemas são um rastelo (ancinho) ou duas velas cruzadas.
É o santo patrono dos trabalhadores da lã. Na igreja latina, sua festa ocorre em 3 de fevereiro, nas igrejas orientais, seu dia é comemorado em 11 de fevereiro.